# 郭嘉文
郭嘉文（英語：Karmen Kwok，1992年8月27日—），2015年度香港小姐競選季軍，前無綫電視經理人合約艺員。

## 個人生活
郭嘉文出生於香港，曾讀八六顯徑托兒園及香港中文大學校友會聯會張煊昌學校，中學畢業於沙田崇真中學（2010年中五）及台山商會中學（2012年預科），大學畢業於香港城市大學工商管理學學士，及後在家人和朋友支持下，參選2015年度香港小姐競選，並以257,064觀眾選票積分於比賽中勇奪季軍，還獲得六福珠寶最佳首飾演繹獎。
郭嘉文在2016年的情人節，被發現與電訊盈科主席李澤楷同遊日本東京，被指成為李澤楷的女友之一。同年7月，郭嘉文被傳媒發現駕駛遊艇出海，並且在社交網站上載收花及戒指的相片。
2017年初，郭嘉文購入九龍塘逸瓏天池屋，成交價1.068億元，呎價近5萬元，一度創項目呎價新高，代表買家簽訂文件的人士為盈大地產副主席及行政總裁李智康，而李智康一直是李澤楷的愛將。

## 演藝事業
2015年，郭嘉文在當選香港小姐後簽約無綫電視，成為TVB經理人合約藝員，獲得主持及拍攝劇集的機會。
同年11月，首次拍攝電視劇的郭嘉文在《廉政行動2016》與劇中有很多演出經驗的TVB當家小生及花旦陳展鵬及唐詩詠有大量的對手戲，作為新人的郭嘉文説劇中的前輩都很用心教導她，令她在演戲方面學習不少。
2016年，郭嘉文加入《東張西望》擔任主持，並參與節目中的外景採訪。同年4月，郭嘉文首次參演的電視劇《廉政行動2016》播出，有不少觀眾都因這部電視劇而認識她，令不少觀眾對她印象深刻。網民笑説郭嘉文應該是第一位香港小姐未卸任但是最快有劇集播出。2017年，郭嘉文離開工作兩年的TVB，《東張西望》是她在TVB的告別作。

## 演出作品（無綫電視）

### 主持節目
| 首播   | 節目名   | 性質     |
| 2016年 | 東張西望 | 外景主持 |

### 電視劇
| 首播   | 劇名         | 角色                           |
| 2016年 | 廉政行動2016 | 馬家儀（阿儀、妹頭）           |
| 2016年 | 一屋老友記   | Dickson好友 客串（第12、19集） |

## 音樂作品
| 年份   | 歌曲         | 主唱 |
| 2015年 | 《一夜成名》 | 群星 |
| 2016年 | 《乘風》     | 群星 |

## 榮獲獎項及提名

### 香港小姐競選獎項
| 年份   | 獎項                         | 結果 |
| ------ | ---------------------------- | ---- |
| 2015年 | 《2015年度香港小姐競選》季軍 | 獲獎 |
| 2015年 | 《六福珠寶》最佳首飾演繹獎   | 獲獎 |

## 外部連結
- 郭嘉文的Instagram帳戶
- 郭嘉文的Facebook專頁

| 前任： 何艷娟 | 香港小姐競選季軍 2015年 | 繼任： 陳雅思 |